# Clubiona bonicula
Clubiona bonicula là một loài nhện trong họ Clubionidae.
Loài này thuộc chi Clubiona. Clubiona bonicula được Hirotsugu Ono miêu tả năm 1994.